# Вопросы национализма
«Вопросы национализма» — российский журнал русской этнонационалистической направленности, издающийся с 2010 года. Определяет себя как «журнал научной и общественно-политической мысли». Главный редактор — Константин Крылов, ответственный секретарь — Наталья Холмогорова. Согласно Крылову, журнал является «печатным органом русских националистов, предназначенным для теоретической работы».

## Учредители и редакционный совет
Журнал является проектом созданного в 2005 году «Русского общественного движения» (РОД), ставившего своей целью борьбу с «русофобией» и правовую защиту «русских политзаключенных». Главный редактор Константин Крылов и ответственный секретарь журнала Наталья Холмогорова были среди основателей РОДа; другой основатель, бывший казначей РОДа П. Святенков, входит в редакционный совет журнала. РОД выступало как активный организатор и участник различных акций русских националистов, включая «Русский марш».
В редакционный совет входят такие деятели националистического «Русского клуба», как С. Н. Семанов и И. Р. Шафаревич, а также филолог А. Н. Севастьянов, называющий себя политологом, историком и «расологом». Сюда же входит бывший советник Горбачёв-Фонда, а затем профессор МГИМО В. Д. Соловей. Все эти деятели в той или иной мере демонстрировали интерес к расовым идеям. Исполнительный директор журнала Владимир Тор (Владлен Кралин) являлся членом национального совета ДПНИ и один из организаторов «Русского марша».
Презентация журнала состоялась 14 апреля 2010 года в Госдуме РФ на фракции ЛДПР, где ведущими были Владимир Жириновский и Константин Крылов.

## Авторы
Журнал собрал известных праворадикальных идеологов и политиков, как авторитетных деятелей русского национализма, так и молодых активистов. Эти деятели обычно хорошо образованы и могут иметь учёные степени, но большинство из них работают в журналистике, публицистике или политической сфере. Представляет собой уникальный случай для России, где между научными и общественно-политическими журналами имелся водораздел.
Многие авторы журнала являются представителями направления русского национализма, представляющего собой разновидность либерально-капиталистической идеологии, рассматривающей Россию и русских в качестве части европейского постхристианского мира.

## Тематика
Журнал обращается к западному опыту в первую очередь в попытках передать политической элите расовое мировоззрение, представленное как научно обоснованная позиция, и привязать его к популярному в настоящее время консерватизму. Авторы ставят задачу анализировать национализм, одновременно занимаясь его развитием и воспроизводством. Крылов замечал, что такие попытки понять самих себя ведут к фанатизму либо к цинизму.
Журнал продвигает национальную демократию, однако рассматривает Россию как государство русского народа. По этой причине для них важен вопрос определения нации, нации и национализму был посвящён первый номер журнала.
Крылов в первом номере журнала призывает к «честной полемике», однако даёт своим оппонентам запрет на разговор о русском народе. Подобно многим другим русским националистам он отождествляет русский народ с русскими националистами, хотя, согласно социологическим опросам и избирательной практике, последние не пользуются авторитетом среди русских. Крылов и Севастьянов утверждают, что академическая наука чурается «русской темы». Теоретическая работа, к которой призывает Крылов, в значительной мере представляет собой публицистическую деятельность. Касаясь темы национализма, только немногие из авторов обращаются к научным разработкам этого явления.
Большинство работ первого номера не соответствуют заявленному «научному» уровню. Научная полезность заключается в публикации важных для анализа документов русского национального движения; кроме того, журнал представляет эмный («инсайдерский») взгляд на русский национализм.
Положительно о журнале писал интернет-газета Каспаров.Ru (2010). Одобрительная рецензия на второй номер журнала публиковалась в философском журнале «Сократ».